# Nils-Erik Ödman

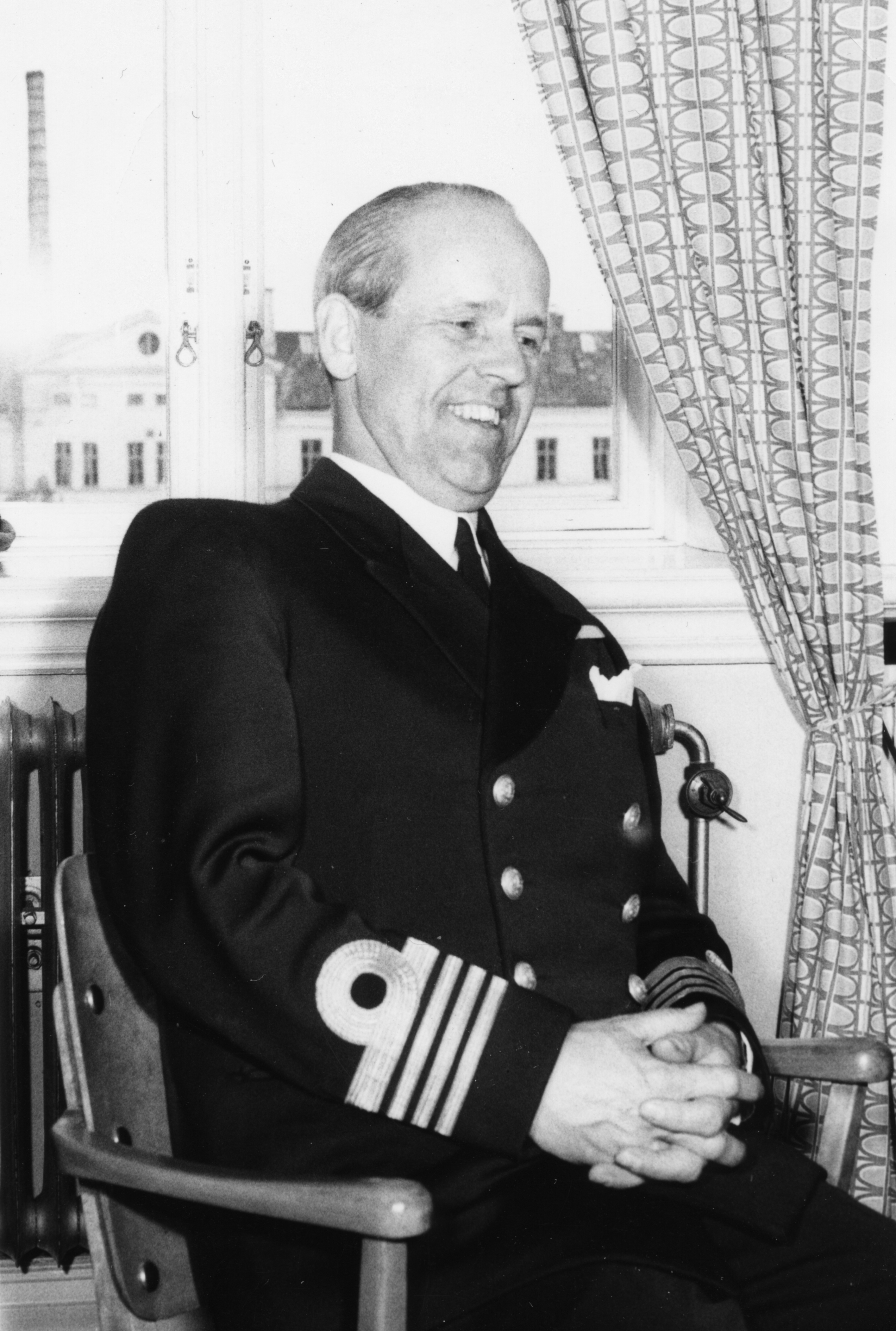
Nils-Erik Ödman som kommendör (1959–1968).

Nils-Erik Ödman, född den 7 september 1908 i Stockholm, död den 27 januari 1994 i Täby, var en svensk sjömilitär.
Ödman blev fänrik i flottan 1931 och löjtnant där 1935. Efter att ha genomgått Sjökrigshögskolans stabskurs 1938–1939 blev han kapten 1941. Ödman hade landstjänstgöring i marinstabens operationsavdelning 1942–1944 och 1950–1951. Däremellan var han flaggadjutant i chefens för kustflottan stab 1945–1948 och lärare i taktik vid Sjökrigshögskolan 1948–1950. Ödman befordrades till kommendörkapten av andra graden 1949 och av första graden 1953. Han var jagardivisionschef 1953, chef för marinstabens planeringsavdelning 1953–1955, chef för marinsektionen vid försvarets kommandoexpedition 1955–1957 och lärare vid Försvarshögskolan 1957–1959. Ödman befordrades till kommendör 1959. Han var chef för kustflottans första jagarflottilj 1959–1960, chef för flottans underofficerare, underbefäl och meniga 1960–1964, stabschef vid kustflottan (flaggkapten) 1964–1966 och chef för Berga örlogsskolor 1966–1968. Ödman blev konteramiral 1968 och Sveriges representant i de neutrala nationernas övervakningskommission i Korea samma år. Han invaldes som ledamot av Örlogsmannasällskapet 1952.